# Diocèse de Barra
Le diocèse de Barra ou diocèse de Barra do Rio Grande (en latin, Dioecesis Barrensis) est une circonscription ecclésiastique de l'Église catholique au Brésil.
Son siège se situe dans la ville de Barra, dans l'État de Bahia. Créé en 1913, il est suffragant de l'archidiocèse de Feira de Santana et s'étend sur 43 166 km2.
Depuis 2023 son évêque est Mgr João Batista Alves do Nascimento.